# Vèze (Cantal)
Vèze település Franciaországban, Cantal megyében. Lakosainak száma 64 fő (2022. január 1.). Vèze Allanche, Molèdes, Pradiers és Anzat-le-Luguet községekkel határos.

## Népesség
A település népessége az elmúlt években az alábbi módon változott:
| Lakosok száma | 235  | 159  | 139  | 71   | 65   | 60   | 56   | 52   | 56   | 64   |
|               | 1968 | 1982 | 1990 | 2006 | 2013 | 2015 | 2017 | 2019 | 2020 | 2022 |